# Lanxi
Lanxi (en chino, 兰溪; pinyin, Lánxī) es un municipio  bajo la administración directa de la Prefectura Jinhua en la Provincia de Zhejiang, República Popular China.  Su área es de 1312 km² y su población total para 2010 superó los 560 mil habitantes. 

## Administración
Desde julio de 2023, el  Municipio Lanxi se divide en 16 pueblos que se administran en 6 subdistritos, 7  poblados, 2 villas y 1 villa étnica.